# Пунта дел Есте
Пунта дел Есте (шп. Punta del Este) је мали град у Уругвају на обали Атлантског океана. Налази се у департману Малдонадо, неких 140 km источно од Монтевидеа.
Ово је познато луксузно летовалиште у коме доминирају хотели, виле и приватни апартмани у амбијенту паркова. Пунта дел Есте се налази на полуострву и има 40 km пешчаних плажа. Са једне стране полуострво је окренуто отвореном океану (плажа Брава), а са друге мирнијем естуару реке Ла Плата (плажа Манса). У месту живи 10.506 становника (податак из 2004), док се њихов број у летњој сезони (средина децембра до средине марта) удесетостручава. Годишње Пунту дел Есте посети 600 до 700.000 туриста, највише из Аргентине, а мање из Уругваја, јужног Бразила, других земаља Америке и Европе.
Позната атракција Пунта дел Есте је скулптура „Прсти“ (Los Dedos), широка пет и висока 3 метра, кја је постављена на једној од плажа.
У граду ради неколико домаћих и један амерички казино. Ту је и међународни аеродром.

## Историја
Ово насеље је основао дон Франсиско Агилар 1829. под именом Виља Итузаинго (Villa Ituzaingó). Од 1907. име му је Пунта дел Есте.

## Становништво
На попису становништва 2011. године, град Пунта дел Есте је имао 9.277 становника.
| 1963. | 1975. | 1985. | 1996. | 2004. | 2011. |
| ----- | ----- | ----- | ----- | ----- | ----- |
| 5.272 | 7.197 | 6.731 | 8.294 | 7.298 | 9.277 |

## Партнерски градови
- Марбеља
- Порто Алегре
- Дубровник
- Виња дел Мар
- Серена
- Гвајакил
- Канкун
- Општина Бенито Хуарез